# Agnieszka z Lichtenburka
Agnieszka z Lichtenburka (zm. 16 lipca 1370 r.) – księżna śląska, żona księcia ziębickiego Mikołaja Małego.
Agnieszka jest uważana za córkę Hynka (Heimana) Žlebskiego z Lichtenburka (zm. 2 listopada 1351 r.) i jego żony Agnieszki z Landštejna (zm. 1370 r.). Miała starsze siostry: Małgorzatę (zm. ok. 1367 r.) żonę Henslina z Třemešína (zm. 1361 r.), a po jego śmierci klaryskę w Českim Krumlovie i Elżbietę żonę cześnika królewskiego Boczka z Kunštatu (zm. 1373 r.) pradziadka króla Jerzego z Podiebradów.
Agnieszka najpóźniej w 1343 r. została żoną księcia ziębickiego Mikołaja Małego. W 1352 r. zrezygnowała z działu spadkowego majątku Žleby na rzecz matki. Po śmierci męża (zm. 23 kwietnia 1358 r.) współrządziła z synami. Tytułowała się wówczas księżną śląską i panią na Strzelinie, który zapewne stanowił jej oprawę wdowią.
Agnieszka z Lichtenburka i Mikołaj Mały mieli sześcioro dzieci:
- Anna, żona księcia mazowieckiego Siemowita III.
- Bolko III Ziębicki
- Henryk I Ziębicki
- Agnieszka, klaryska w Strzelinie
- Guta, klaryska i opatka we Wrocławiu
- Katarzyna, klaryska w Strzelinie